# إقليم سونجوي
إقليم سونجوي (بالسواحلية: Mkoa wa Songwe)‏ هو إقليم في تنزانيا أنشئ في 29 يناير 2016 في النصف الغربي من إقليم مبيا. عاصمة الإقليم مدينة فواوا.

## جغرافيا
يقع إقليم سونغوي على حدود دولتي زامبيا ومالاوي من الجنوب: تعد تندوما نقطة الدخول الرئيسية إلى زامبيا بينما تعد إيسونجول نقطة الدخول الرئيسية إلى ملاوي. تقع سونغوي أيضًا على حدود منطقتي روكوا وكاتافي التنزانيتين في الغرب وتابورا في الشمال ومبيا في الشرق. بحيرة روكوا هي جسم مائي رئيسي في الجزء الغربي من المنطقة. يمتد صدع شرق أفريقيا والمرتفعات الجنوبية عبر الإقليم.